# العلاقات الألمانية الميانمارية
العلاقات الألمانية الميانمارية هي العلاقات الثنائية التي تجمع بين ألمانيا وميانمار.

## مقارنة بين البلدين
هذه مقارنة عامة ومرجعية للدولتين:
| وجه المقارنة                                              | ألمانيا                                                                              | ميانمار          |
| --------------------------------------------------------- | ------------------------------------------------------------------------------------ | ---------------- |
| المساحة (كم2)                                             | 357.41 ألف                                                                           | 676.58 ألف       |
| عدد السكان (نسمة)                                         | 81.29 مليون                                                                          | 53.37 مليون      |
| الكثافة السكانية (ن./كم²)                                 | 227.44                                                                               | 78.88            |
| العاصمة                                                   | بون، برلين                                                                           | نايبيداو، يانغون |
| اللغة الرسمية                                             | اللغة الألمانية                                                                      | اللغة البورمية   |
| العملة                                                    | يورو، مارك ألماني                                                                    | كيات ميانماري    |
| الناتج المحلي الإجمالي (بليون دولار)                      | 3.68 تريليون                                                                         | 69.32 مليار      |
| الناتج المحلي الإجمالي (تعادل القوة الشرائية) بليون دولار | 3.92 تريليون                                                                         | 282.95 مليار     |
| الناتج المحلي الإجمالي الاسمي للفرد دولار أمريكي          | 41.31 ألف                                                                            | 1.16 ألف         |
| الناتج المحلي الإجمالي للفرد دولار أمريكي                 | 46.40 ألف                                                                            |                  |
| مؤشر التنمية البشرية                                      | 0.926                                                                                | 0.536            |
| رمز المكالمات الدولي                                      | +49                                                                                  | +95              |
| رمز الإنترنت                                              | .de                                                                                  | .mm              |
| المنطقة الزمنية                                           | توقيت وسط أوروبا، ت ع م+01:00، ت ع م+02:00، توقيت أوروبا الوسطى المعياري (ت غ م +1) ‏ | ت ع م+06:30      |

## منظمات دولية مشتركة
يشترك البلدان في عضوية مجموعة من المنظمات الدولية، منها:
| علم المنظمة | اسم المنظمة                        | تاريخ انضمام ألمانيا | تاريخ انضمام ميانمار |
| ----------- | ---------------------------------- | -------------------- | -------------------- |
|             | مؤسسة التمويل الدولية              | 20 يوليو 1956        | 3 ديسمبر 1956        |
|             | منظمة حظر الأسلحة الكيميائية       | 29 أبريل 1997        | ?                    |
|             | يونسكو                             | 11 يوليو 1951        | 27 يونيو 1949        |
|             | الاتحاد الدولي للاتصالات           | 1866                 | 15 سبتمبر 1937       |
|             | الأمم المتحدة                      | 18 سبتمبر 1973       | 19 أبريل 1948        |
|             | منظمة الشرطة الجنائية الدولية      | ?                    | ?                    |
|             | البنك الدولي للإنشاء والتعمير      | 14 أغسطس 1952        | 3 يناير 1952         |
|             | الاتحاد البريدي العالمي            | 1 يوليو 1875         | ?                    |
|             | مؤسسة التنمية الدولية              | 24 سبتمبر 1960       | 5 نوفمبر 1962        |
|             | منظمة التجارة العالمية             | ?                    | ?                    |
|             | المنظمة الهيدروغرافية الدولية      | ?                    | ?                    |
|             | بنك التنمية الآسيوي                | 1966                 | 1973                 |
|             | وكالة ضمان الاستثمار متعدد الأطراف | 12 أبريل 1988        | 16 ديسمبر 2013       |

## وصلات خارجية
- موقع وزارة الخارجية الألمانية
- موقع وزارة الخارجية الميانمارية